# Інтегральний закон регулювання
Інтегральний закон регулювання (І) — у автоматиці — закон при якому керуючий сигнал, що виробляється автоматичним регулятором, дорівнює інтегралу від розузгодження в часі:
U = {\displaystyle K_{2}\int {\varepsilon \,}dt},
Інтегральний закон регулювання реалізовується астатичним або І-регулятором з параметром налаштування {\displaystyle K_{2}}.
Швидкість руху регулюючого органа для даного закону пропорційна величині розузгодження.